# ایشکینوو
ایشکینوو (انگلیسی: Ishkinovo) یک شهرک در شهرستان اوچالینسکی استان باشقیرستان کشور روسیه است.